# Teófilo de Andrade
Teófilo Ribeiro de Andrade Filho (São João da Boa Vista, 5 de maio de 1922 – São Paulo, 17 de novembro de 2015) foi um político brasileiro, eleito deputado federal por São Paulo, na legenda do Partido Democrata Cristão (PDC).

## Biografia
Teófilo Ribeiro de Andrade Filho nasceu no município brasileiro de São João da Boa Vista no dia 5 de maio de 1922, filho do também deputado Teófilo Ribeiro de Andrade e de Silvia de Oliveira Andrade. Casou-se com Alda Assunção do Amaral Andrade, com quem teve duas filhas.